# Holy Smoke (Iron Maiden)
Holy Smoke è un singolo del gruppo musicale britannico Iron Maiden, il primo estratto dall'ottavo album in studio No Prayer for the Dying e pubblicato il 10 settembre 1990.

## La canzone
Si tratta della prima pubblicazione con il chitarrista Janick Gers al posto di Adrian Smith. Il testo è una dura condanna al fenomeno dei Televangelisti che tanti scandali hanno creato negli Stati Uniti d'America alla fine degli anni ottanta, puntando il dito sul fatto che queste persone ingannavano le loro platee solo per guadagno personale.
Il singolo contiene come b-side i brani All in your Mind (cover di Stray) e Kill me ce Soir (cover dei Golden Earring).

## Video musicale
Il videoclip, girato in una fattoria di proprietà di Steve Harris, alterna scene della band in studio, intenta a registrare la canzone, ad altre in cui i singoli membri si divertono nel terreno della fattoria; ad esempio, Steve Harris che suona il basso a bordo di un trattore, Bruce Dickinson che canta in mezzo ad un campo di fiori o Janick Gers che "suona" il suo assolo prima con una chitarra giocattolo in piscina, poi con la sua Stratocaster appesa ad un albero (che suona anche da dietro la schiena), poi steso davanti ad una porta da calcio dopo aver subito un rigore da Steve Harris. Appare anche il produttore Martin Birch.

## Tracce
1. Holy Smoke  (Steve Harris, Bruce Dickinson)  - 3:50
2. All In Your Mind  (Del Brombam)  - 4:31
3. Kill Me Ce Soir  (George Kooymans, Barry Hay, John Fenton)  - 6:17

## Formazione
- Bruce Dickinson – voce
- Janick Gers – chitarra
- Dave Murray – chitarra
- Steve Harris – basso
- Nicko McBrain – batteria